# Nommay
Nommay är en kommun i departementet Doubs i regionen Bourgogne-Franche-Comté i östra Frankrike. Kommunen ligger i kantonen Sochaux-Grand-Charmont som tillhör arrondissementet Montbéliard. År 2022 hade Nommay 1 601 invånare.

## Befolkningsutveckling
Antalet invånare i kommunen Nommay
Referens:INSEE